# تانی اوتوشی
تانی اوتوشی (به ژاپنی: 谷落)-(به انگلیسی: Tani otoshi) یکی از فنون و تکنیک‌های دستهٔ ناگه-وازا رشتهٔ ورزشی جودو است که در زیردستهٔ سوتمی-وازا دسته‌بندی می‌شود.